# Eduard de Dene
Eduard de Dene, né à Bruges (en comté de Flandre) en 1505 et mort dans sa ville natale vers 1578, est un poète néerlandais des Pays-Bas méridionaux.

## Biographie
Ce rhétoricien avait comme devises Edelick bewaerd de reDene (« Tenez la raison en haute estime »), comprenant toutes les syllabes de son nom, et Rasch up ende hene (« Debout en toute hâte et allons-y »).  
Il était un clerc du vierschaar ou tribunal ; dans sa fonction, les compétences étaient comparables à celles d'un notaire, d'un avocat et d'un procureur d'aujourd'hui.  Son œuvre même indique qu'il maîtrisait le français et le latin, ce qui implique qu'il reçut une éducation soignée. 
Fidèle visiteur d'auberges et de compagnies joyeuses, il accumula d'énormes dettes et eut maille à partir avec la justice, ce qui conduisit à l'attribution de la gestion de ses biens de famille à sa femme.  En outre, il dut passer quelques jours en prison en 1545.  Puis, il se repentit de sa vie dissolue et, succédant à Cornelis Everaert, devint facteur (ou poète principal) de la chambre brugeoise De Drie Santinnen (Les Trois Saintes) et leur plus éminent poète.  Il était également membre de la chambre De Heilige Geest (Le Saint-Esprit).

## Œuvre

### Testament littéraire d'un rhétoricien
Dans son très vaste Testament rhetoricael, un ouvrage manuscrit de 450 folios et d'environ 25 000 vers, datant de 1561, et créé sous l'influence du Grand Testament de Villon, l'auteur réunit une fascinante anthologie de ses œuvres.  On y retrouve les plus anciennes traces connues dans la littérature néerlandaise d'influences directes de Rabelais.  Le « testament » comprend 177 refrains (genre de ballades), 79 chansons, 20 ballades composées de plusieurs strophes, 27 chronogrammes, 16 rondeaux et de nombreux poèmes d'une seule strophe.

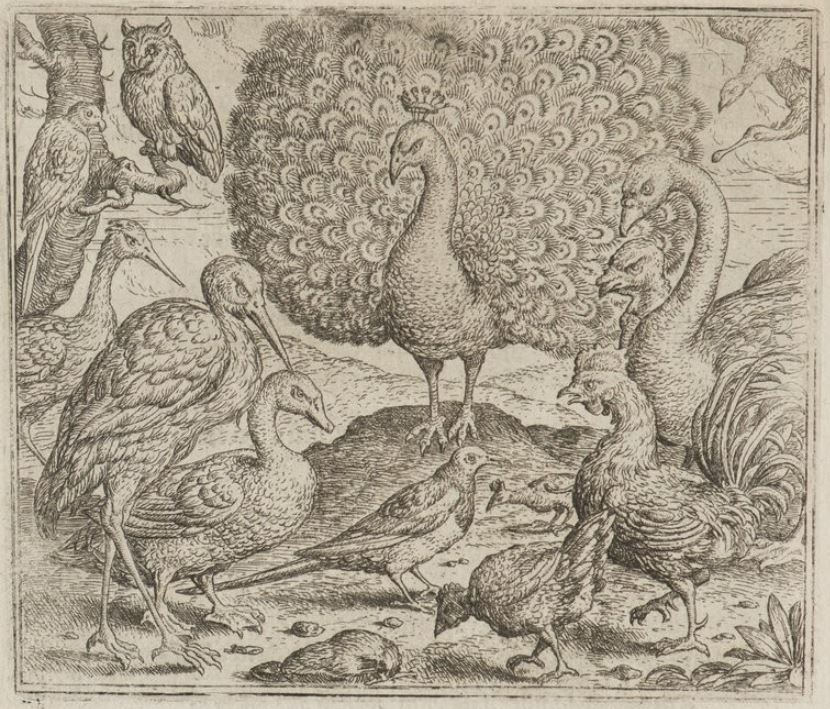
Paeu ende Acxtere (Le Paon et la Pie), illustration gravée de Marcus Gheeraerts l'Ancien pour une des fables emblématiques (1567) d'Eduard de Dene.

Ce qui le séduisait le plus dans l'œuvre de Rabelais, et dont font preuve les emprunts, est le langage exubérant de l'écrivain français.  Dans le Testament Rhetoricael, on trouve une concentration de textes, témoignant d'une joie sans retenue dans les jeux de mots.  À l'instar de Rabelais, De Dene entasse les mots ou les noms.  Pour De Dene comme pour tous les autres rhétoriciens, la rime est non seulement une composante rythmique et musicale, mais souvent un générateur de séquences de mots.
En outre, des refrains entiers sont construits sur des jeux de mots, et on trouve chez De Dene des compositions et des mots savants caractéristiques de son style : à la différence de Rabelais, De Dene emploie des mots savants indépendamment de tout contexte ironique ou parodique.  L'étalage sincère d'érudition justifie l'hypothèse que De Dene a été impressionné par de semblables caprices littéraires de Rabelais en raison de leur familiarité avec le monde antique : les anciens, en tant que fondateurs de la rhétorique, étaient les protecteurs ainsi que de brillants exemples des rhétoriciens.

### Édition des œuvres rhétoriciennes de De Roovere
En 1562, il édita les œuvres rhétoriciennes (Rhetoricale wercken) d'un rhétoricien brugeois du XVe siècle, Anthonis de Roovere, parues chez Jan van Ghelen à Anvers ; il s'agit de la première anthologie « esthétique » néerlandaise, publiée seulement en raison de ses qualités littéraires, à cause de l'autorité de son auteur et parce que, selon De Dene, toutes les œuvres de cet écrivain comprennent des exhortations et des incitations à se comporter de manière civilisée, alors qu'il dénonce, quoique indulgemment, tous les vices et toutes les vanités trompeuses de ce monde.  
De Dene justifie sa nouveauté, résidant dans l'introduction de l'édition complète de la poésie d'un rhétoricien flamand, avec une référence à la pratique française : en France, il est tout à fait normal, selon lui, que les œuvres d'un grand poète et rhétoricien soit divulguées par l'imprimerie, et De Dene cite l'exemple de François Villon, de Clément Marot et de Jean Molinet.  Mais De Dene avait également trouvé un précédent dans le Const van Rhetoriken (Art de la rhétorique) de Matthijs de Castelein, publié à titre posthume en 1555, selon le vœu de l'auteur, et pour cette raison - dans un certain sens - aussi un testament.

### Fables

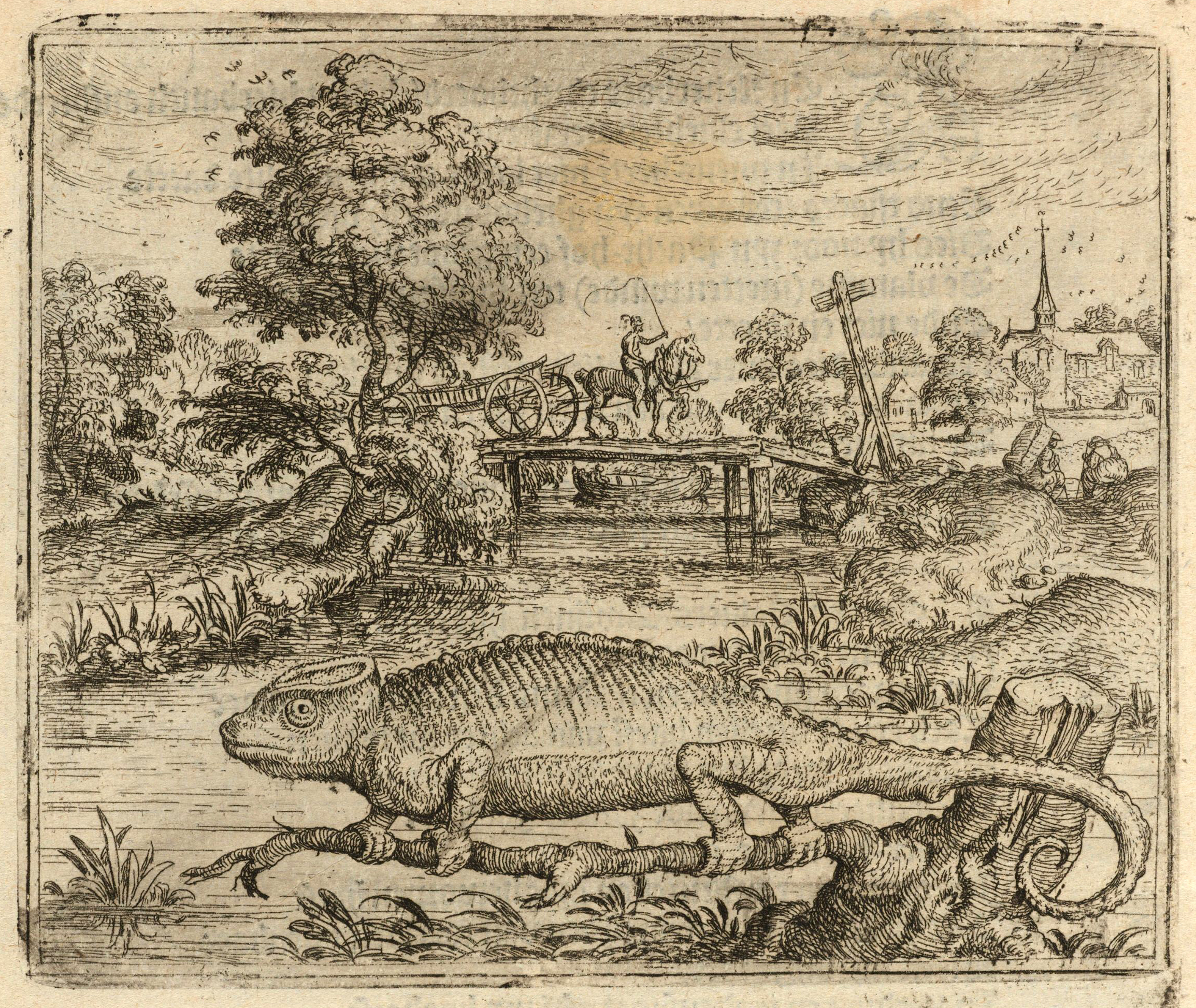
Gravure de Marcus Gheeraerts, représentant un caméléon (p. 72 des Warachtighe fabulen der dieren d'Eduard de Dene).

Les légendes rimées qu'il écrivit pour les 107 estampes faites par Marcus Gheeraerts l'Ancien pour De warachtighe fabulen der dieren (Les Véridiques Fables des animaux) publiées en 1567, avec une préface de Lucas d'Heere, lui valurent d'être compté parmi les premiers poètes des Pays-Bas à écrire des livres d'emblèmes.  De ces fables, écrites à l'instar de celles d'Ésope et d'autres auteurs classiques, parurent des adaptations en français (les premières d'entre elles en 1578), en allemand et en latin (en 1579),.  Ses images gravées furent utilisées par Vondel en 1617 dans son Vorsteliicke warande der dieren (Jardin royal des animaux) et furent d'ailleurs profusément imitées, non seulement aux Pays-Bas, mais aussi en Angleterre et en France.  Il y aurait un fil de transmission allant de l'adaptation française de l'œuvre de De Dene par Philippe Desprez (Paris, fin du XVIe siècle), et des xxv. fables des animaux d'Étienne Perret, jusqu'à La Fontaine ; ainsi, le frontispice gravé par Sadeleer réapparaît dans les Fables de Jean Baudoin (Paris, 1631), l'une des sources de La Fontaine.

## Ressources

### Sources
- (nl) Coigneau, Dirk.  « Een Brugse Villon of Rabelais? Eduard de Dene en zijn Testament Rhetoricael (1561) », Conformisten en rebellen: Rederijkerscultuur in de Nederlanden (1400-1650) (réd. Bart A. M. Ramakers), Amsterdam University Press, 2003, p. 199–211.
- (nl) Geirnaert, Dirk, et Paul J. Smith.  « Tussen fabel en embleem: De warachtighe fabulen der dieren (1567) », Literatuur, année 9, Amsterdam University Press, 1992, p. 22.
- (nl) Kalff, Gerrit.  Geschiedenis der Nederlandsche letterkunde, 3e vol., Groningue, J.B. Wolters, 1907, p. 288–289.
- (nl) Stuiveling, Garmt.  « Dene, Edewaerd de », De Nederlandse en Vlaamse auteurs van middeleeuwen tot heden met inbegrip van de Friese auteurs (réd. Gerrit Jan van Bork et Pieter Jozias Verkruijsse), Weesp, De Haan, 1985, p. 166.
- (nl) Ter Laan, Kornelis.  Eduwaert de Dene, Letterkundig woordenboek voor Noord en Zuid, 2e impr., La Haye/Jakarta, G.B van Goor Zonen's Uitgeversmaatschappij, 1952, p. 114–115.